# 考古博物馆 (斯特拉斯堡)

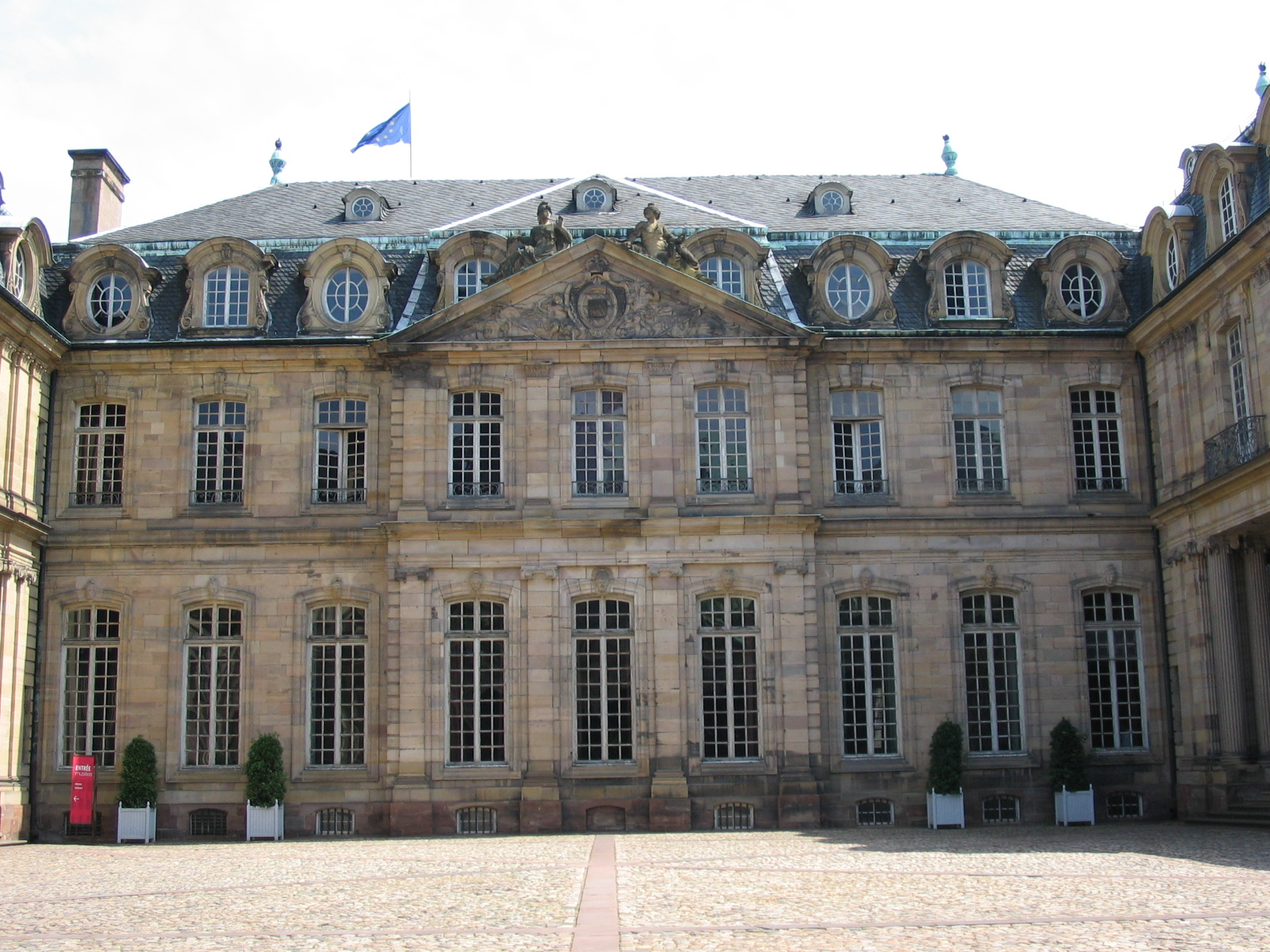

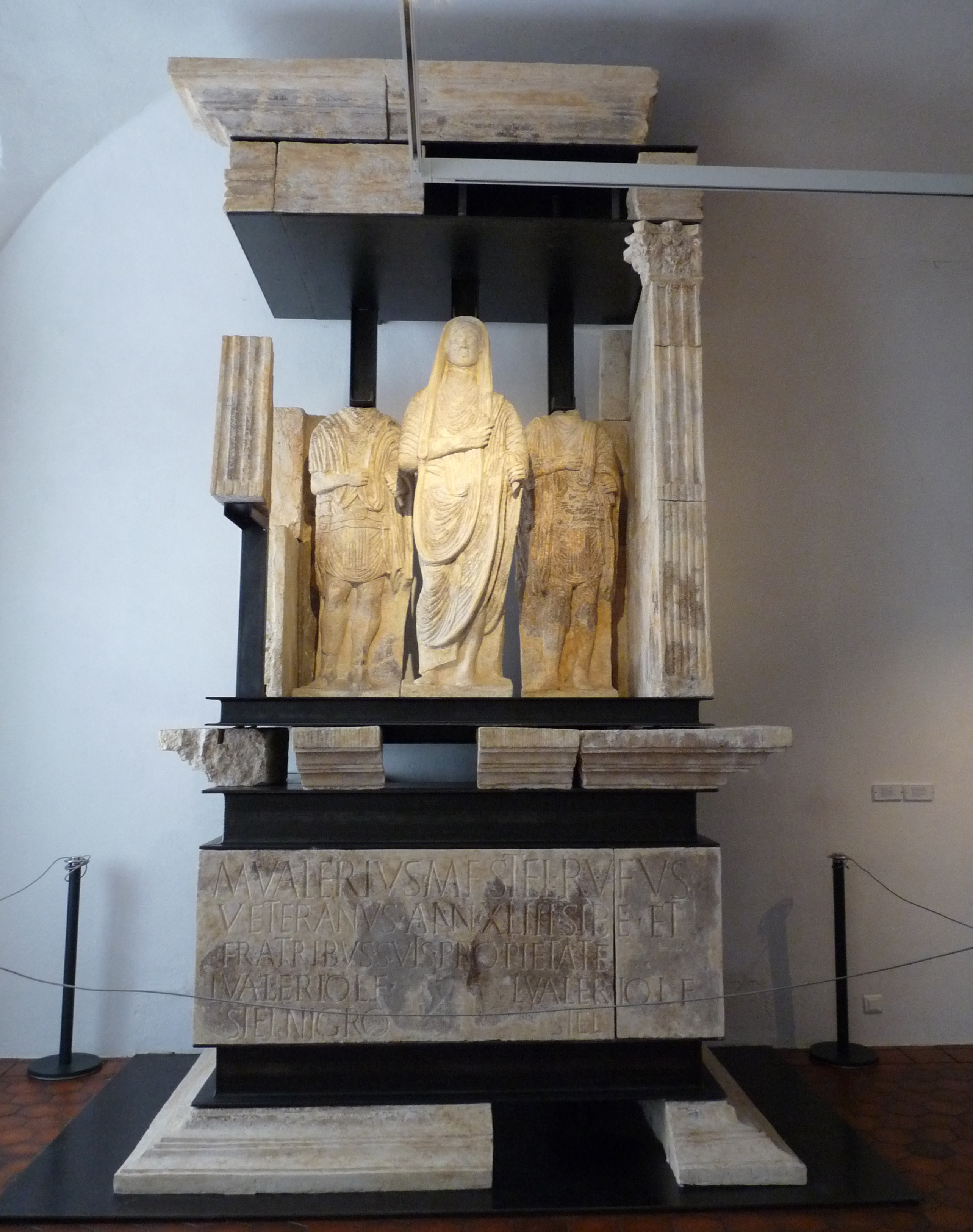

考古博物馆（Musée archéologique）是法国阿尔萨斯斯特拉斯堡最大的博物馆，展示该地区从史前到墨洛温王朝的考古发现，坐落在罗昂宫的地下室。

## 历史
该博物馆追溯到历史学家Johann Daniel Schöpflin（1694年至1771年）留给斯特拉斯堡市的遗赠。阿尔萨斯历史古迹保护协会成立于1855年，扩大并公开展出该市的收藏。但其中很大部分毁于1870年普法战争期间。战后重建。